# Viesturs Kairišs
Viesturs Kairišs (n. 30 ianuarie 1971, Riga, Republica Sovietică Socialistă Letonă, URSS) este un regizor de operă, film și teatru leton. Are o carieră de succes în Letonia și Germania, în calitate de regizor de operă. Filmele și piesele de teatru regizate de Kairišs au fost prezentate la mai multe festivaluri europene.

## Producții teatrale și de operă
După ce a absolvit în 1997 Academia de Cultură Letonă ca regizor de teatru și film, Kairišs a fost numit ca regizor la Teatrul Nou din Riga. El a pus în scenă începând de atunci piese apreciate de critici atât în Letonia, cât și în străinătate. Mai multe dintre producțiile sale au participat la festivaluri și turnee internaționale, inclusiv Wiener Festwochen (Hotel Europe), Hebbel am Ufer (Șarpele), Festival d’Avignon (Hotel Europe) și Bonner Biennale (The Dark Deer, Hotel Europe).

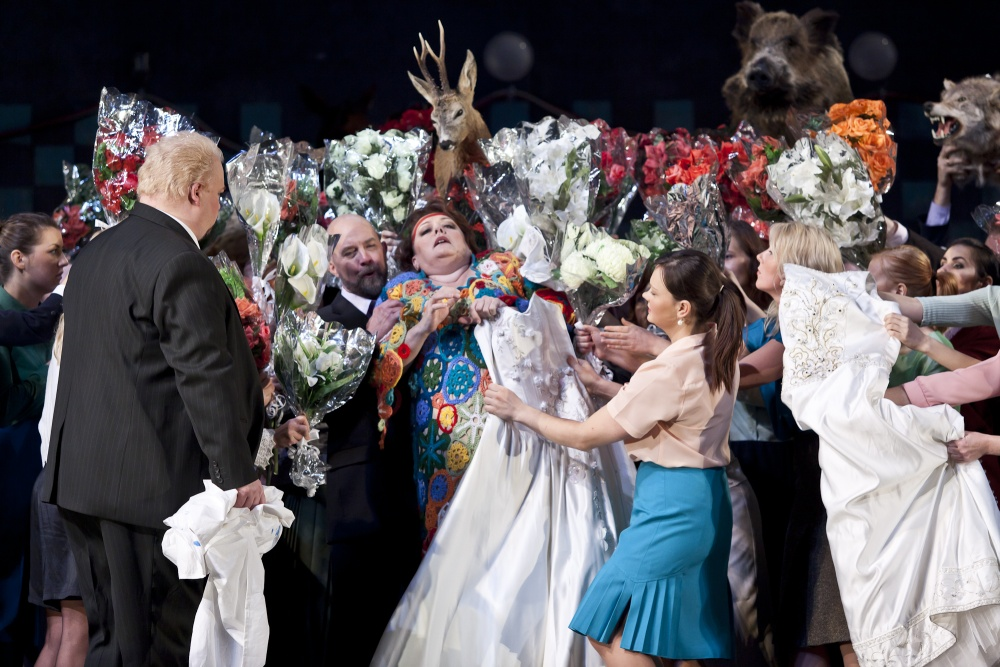
Moment din opera wagneriană Amurgul zeilor de Viestur Kairsh la Opera Națională Letonă.

A debutat ca regizor de operă cu spectacolul Evgheni Oneghin de Piotr Ceaikovski la Opera Națională Letonă, primind Marele Premiu Marele Premiu pentru Muzică al Letoniei pentru cea mai bună producție de operă în 1999. A pus apoi în scenă în anul 2001 opera Flautul fermecat de Mozart la Opera Națională Letonă, care s-a transformat mai târziu într-un scurtmetraj artistic pentru Bienala de la Veneția.
S-a alăturat proiectului muzical Inelul nibelungilor după Richard Wagner la Opera Națională Letonă cu Walkiria în 2007. A pus în scenă ultimele trei opere ale ciclului wagnerian, obținând recenzii pozitive în revistele muzicale și de operă.
Succesul obținut în regizarea operelor lui Richard Wagner i-a deschis lui Kairišs drumul către o carieră internațională în regia de operă. El a fost invitat la Komische Oper Berlin, Oper Köln și Staatstheater Darmstadt. Debutul său în Germania, regizarea operei Visul unei nopți de vară de Benjamin Britten cu orchestrația dirijată de Kristiina Poska, a fost recunoscută de The Financial Times ca „o contribuție valoroasă pentru tânăra tradiție germană a lui Britten” și a primit multe alte recenzii pozitive. Lucrul la opera Der Freischütz de Weber, împreună cu dirijorul Markus Stenz, la Oper Köln a beneficiat de succes critic și public, la fel ca și spectacolul cu opera Macbeth Verdi, împreună cu dirijorul Will Humburg, la Staatstheater Darmstadt.
În prezent, Kairišs lucrează la opera Valentina de Arturs Maskats, împreună cu Modestas Pitrenas ca dirijor la Opera Națională Letonă, având spectacole programate la Deutsche Oper Berlin.

## Filme artistice și documentare
Kairišs a regizat patru documentare și cinci filme artistice. A debutat în 1998 cu documentarul Trenul. Primul său film de lung-metraj, Părăsind drumul, a obținut Premiul Național de Film pentru cel mai bun film al anului 2001. A fost inclus în programul oficial al competiției de la Festivalul Internațional de Film de la Karlovy Vary și a obținut premiul pentru cel mai bun debut la Raindance Film Festival din Marea Britanie. Ultimul său documentar, Pelican în pustiu, a concurat la festivalul Visions du Reel din Nyon, Franța, și a primit premiul special al juriului la Let's Cee Film Festival din Austria. În prezent, Kairišs lucrează la coproducția letono-finlandeză Cronicile Melaniei, o dramă istorică ce urmează a avea premiera la sfârșitul anului 2015.

## Listă de lucrări

### Opere
- 1999 Evgheni Oneghin de Piotr Ceaikovski (Opera Națională Letonă)
- 2001 Flautul fermecat de Wolfgang Amadeus Mozart (Opera Națională Letonă)
- 2007 Walkiria de Richard Wagner (Opera Națională Letonă)
- 2008 Siegfried de Richard Wagner (Opera Națională Letonă)
- 2010 Tripticul de Giacomo Puccini (Opera Națională Letonă)
- 2011 Amurgul zeilor de Richard Wagner (Opera Națională Letonă)
- 2013 Visul unei nopți de vară de Benjamin Britten (Komische Oper Berlin)
- 2014 Der Freischütz de Carl Maria Von Weber (Oper Köln)
- 2014 Macbeth de Giuseppe Verdi (Staatstheater Darmstadt)
- 2014 Valentina de Arturs Maskats (Opera Națională Letonă)

### Piese de teatru
- 1997 Domnișoara Christina de Mircea Eliade (Teatrul Nou din Riga)
- 2000 Șarpele de Mircea Eliade (Teatrul Nou din Riga)
- 2000 Hotel Europa de Goran Stefanovsky (Wiener Festwochen)
- 2001 Margareta de Māra Zālīte (Teatrul Nou din Riga)
- 2001 The Dark Deer de Inga Abele (Teatrul Nou din Riga)
- 2003 Idiotul de Fiodor Dostoievski (Teatrul Nou din Riga)
- 2003 Opera de trei parale de Bertolt Brecht (Teatrul Național Leton)
- 2008 Heldenplatz de Thomas Bernhard (Teatrul Dailes din Riga)
- 2009 Pinocchio’s Ashes de Jokum Rohde (Teatrul Național Leton)
- 2010 Kasimir și Karoline de Ödön von Horváth (Teatrul Național Leton)

### Filmografie
- 1998 Trenul (scurtmetraj documentar)
- 2000 Nunta (scurtmetraj)
- 2001 Flautul fermecat (scurtmetraj documentar)
- 2002 Părăsind drumul (lungmetraj)
- 2004 Monumentul (scurtmetraj documentar)
- 2004 Romeo și Julieta (documentar)
- 2006 Cerbul întunecat (lungmetraj)
- 2009 Lohengrin din Varka Kru (documentar)
- 2014 Orașul invizibil (documentar)
- 2014 Pelican în pustiu (documentar)
- 2015 Cronicile Melaniei (lungmetraj)

## Premii
- Marele Premiu pentru Muzică al Letoniei pentru cea mai bună producție de operă pentru Evgheni Oneghin, 1999
- Premiul Național de Film pentru cel mai bun film al anului pentru Nunta, 2000
- Premiul Național de Teatru pentru cea mai bună piesă originală pentru Margareta, 2001
- Premiul Spīdola pentru realizări unice în domeniul artelor, 2001
- Premiul Național de Film pentru cel mai bun film al anului pentru Părăsind drumul, 2001
- Cel mai bun debut la Festivalul de Film Raindance pentru Părăsind drumul, 2002
- Premiul FIPRESCI, secțiunea Baltică, pentru cel mai bun film baltic pentru Părăsind drumul, 2002
- Marele Premiu pentru Muzică al Letoniei pentru cel mai bun proiect muzical european pentru Inelul Nibelungilor (împreună cu Stefan Herheim), 2014
- Premiul Special al Juriului la Festivalul de Film Cee pentru Pelican în pustiu, 2014